# Strike Force (worstelteam)
Strike Force was een professioneel worsteltag-team dat actief was in de World Wrestling Federation (WWF). Het team bestond uit Tito Santana en Rick Martel.

## Kampioenschappen en prestaties
- World Wrestling Federation
  - WWF Tag Team Championship (2 keer)